# BACKSTAGE PASS
『BACKSTAGE PASS』（バックステージ・パス）は1986年3月8日にワーナー・パイオニアからリリースされた、少年隊の企画アルバム。

## 概要
ジャニーズ事務所の先輩歌手の楽曲を少年隊がカバーした企画アルバム。当初カセットテープのみで発売。封入特典でフォトカードが付属。
内容は、各楽曲を1コーラスずつ、A面B面毎にノンストップ・メドレーで収録。歌詞カードと共に、ジャニーズ事務所の歴史の解説が寄稿されている（CD盤は解説が未収載）。
その後、同じくカセットテープのみで同年10月30日に発売された『ミュージカル プレゾン"ミステリー"抜粋』と共に、同2作を1枚にまとめ同年11月28日に発売されたアルバム『Duet』にて初CD化された。

## 収録曲
- 全編曲：田辺信一

Side A
1. オープニング -仮面舞踏会イントロ
作詞：ちあき哲也　作曲：筒美京平
2. 太陽のあいつ
作詞：岩谷時子　作曲：いずみたく
原曲：ジャニーズ
3. 地球はひとつ
作詞：北公次　作曲：都倉俊一
原曲：フォーリーブス
4. 夏の誘惑
作詞：北公次　作曲：鈴木邦彦
原曲：フォーリーブス
5. よろしく哀愁
作詞：安井かずみ　作曲：筒美京平
東山ソロ曲
原曲:郷ひろみ
6. ハートの夢
作詞：安井かすみ　作曲：井上忠夫
植草ソロ曲
原曲:JOHNNYS' ジュニア・スペシャル
7. 愛がこわい
作詞：千家和也、作曲：筒美京平
錦織ソロ曲
原曲:葵テルヨシ
シングル「あの子にクック」カップリング曲
8. 21（トゥエンティ－ワン）
作詞：小林和子、作曲：馬飼野康二
原曲:川崎麻世
9. いつか何処かで
作詞：加味優、作曲：服部克久
原曲:ジャニーズ

Side B
1. ザ・青春セイリング
作詞：伊達歩、作曲：筒美京平
原曲:田原俊彦
サウンドトラック『ブルージーンズメモリー』収録曲。
2. ハッとして!Good
作詞・作曲：宮下智
錦織ソロ曲
原曲:田原俊彦
3. ギンギラギンにさりげなく
作詞：伊達歩、作曲：筒美京平
植草ソロ曲
原曲:近藤真彦
4. Zokkon 命
作詞：森雪之丞、作曲：水谷竜生
原曲:シブがき隊
5. 気まぐれONE WAY BOY
作詞：橋本淳、作曲：山本寛太郎
東山ソロ曲
原曲：THE GOOD-BYE
6. 仮面舞踏会
作詞：ちあき哲也、作曲：筒美京平
自身の曲のセルフカバー
7. 君にこの歌を
作詞：藤田敏雄、作曲：白鳥八郎
原曲：ジャニーズ　後にフォーリーブスがレコード化